# Mong đợi Tình yêu
Mong đợi Tình yêu (Hàn tự: 연애를 기대해 (Yeon-ae-reul Gi-dae-hae), tên tiếng Anh: Waiting for Love) là bộ phim truyền hình ngắn Hàn Quốc được sản xuất năm 2013. Chỉ bao gồm 2 tập, phim được phát sóng trên kênh KBS2 trong 2 ngày 11 và 12/9/2013. Bộ phim có sự tham gia của nữ ca sĩ K-pop kỳ cựu Kwon Bo-a, nam diễn viên Choi Daniel, thành viên nhóm nhạc thần tượng ZE:A Lim Si-wan và nữ diễn viên trẻ Kim Ji-won.
Bộ phim được giới thiệu là "một câu chuyện chân thực nhất về tình yêu của giới trẻ."

## Cốt truyện
Nội dung của bộ phim xoay quanh quan hệ của 4 nhân vật chính:
Ju Yeon-ae, một cô gái 25 tuổi, tên của cô đồng âm với từ "tình yêu". Vào một đêm mưa bão, cô xách xô bạch tuộc sống tới nhà hàng 5 sao nơi bạn trai cô đang ăn tối cùng một cô gái khác để trừng trị anh ta. Vụ việc này trở nên nổi tiếng khi nhiều người tại nhà hàng quay lại bằng di động và tải lên mạng. Nhanh chóng, cô được mệnh danh "Nữ hoàng Bạch tuộc". Tuy nhiên, không ai biết đó chính là cô. Và tình cờ thay, tại trường Đại học, cô phát hiện một "giáo sư tình yêu" sử dụng "Nữ hoàng Bạch tuộc" làm ví dụ để giảng dạy về quan hệ tình yêu trong một buổi tư vấn khi cô đi cùng bạn thân của mình - Kang Do-yun. Quá phẫn nộ, cô phản bác lại ý kiến của ông và trở thành tâm điểm của bài học hôm ấy. Do-yun lén đăng ký và trả tiền cho khóa học về tình yêu cho Yeon-ae để mong cô sớm tìm được người phù hợp.
Cha Gi-dae, anh chàng 27 tuổi, mới tốt nghiệp chuyên ngành Nha khoa, chưa kiếm được việc làm. Tên của anh đồng âm với từ "mong đợi". Anh là đàn em của Philip, tay "giáo sư tình yêu" đã thuyết giảng về "Nữ hoàng Bạch tuộc". Để bảo vệ cho Philip, anh có màn khẩu chiến bí mật với Yeon-ae. Philip nhờ Gi-dae quản lý phần tư vấn trên mạng xã hội của lớp học của anh ta. Nhờ đấy, anh có quan hệ trên mạng xã hội với Yeon-ae.
Jeong Jin-guk, chàng trai 25 tuổi, ngây thơ, có vẻ khá ngờ nghệch, mặc dù là bạn cùng lớp với Yeon-ae nhưng cô lại không hề biết đến anh. Anh cũng tham gia buổi tư vấn miễn phí kia của Philip. Tình cờ thấy Yeon-ae làm rơi điện thoại trên tàu điện ngầm, Jin-guk nhặt được và đuổi theo. Từ đấy, anh làm quen được với Yeon-ae.
Choi Sae-rom, cô nàng 25 tuổi, yêu thích mua sắm, là bạn gái của Gi-dae. Cô rất biết cách nắm bắt và điều khiển tình huống theo hướng có lợi cho mình. Sae-rom là kiểu cô nàng thông minh và láu cá.

## Diễn viên

### Diễn viên chính
- Kwon Bo-a vai Ju Yeon-ae
- Choi Daniel vai Cha Gi-dae
- Lim Si-wan vai Jeong Jin-guk
- Kim Ji-won vai Choi Sae-rom

### Diễn viên phụ
- Park Jin-ju vai Kang Do-yun
- Oh Jeong-sae vai Gong Pil-yu / Philip
- Kim Min-yeong vai Eun-jeong
- Go In-beom vai Bố của Sae-rom